# Ippodamo
Ippodamo di Mileto (in greco antico: Ἱππόδαμος ὁ Μιλήσιος?, Hippódamos ho Milḕsios; Mileto?, 498 a.C. – 408 a.C.) è stato un architetto e urbanista greco antico.

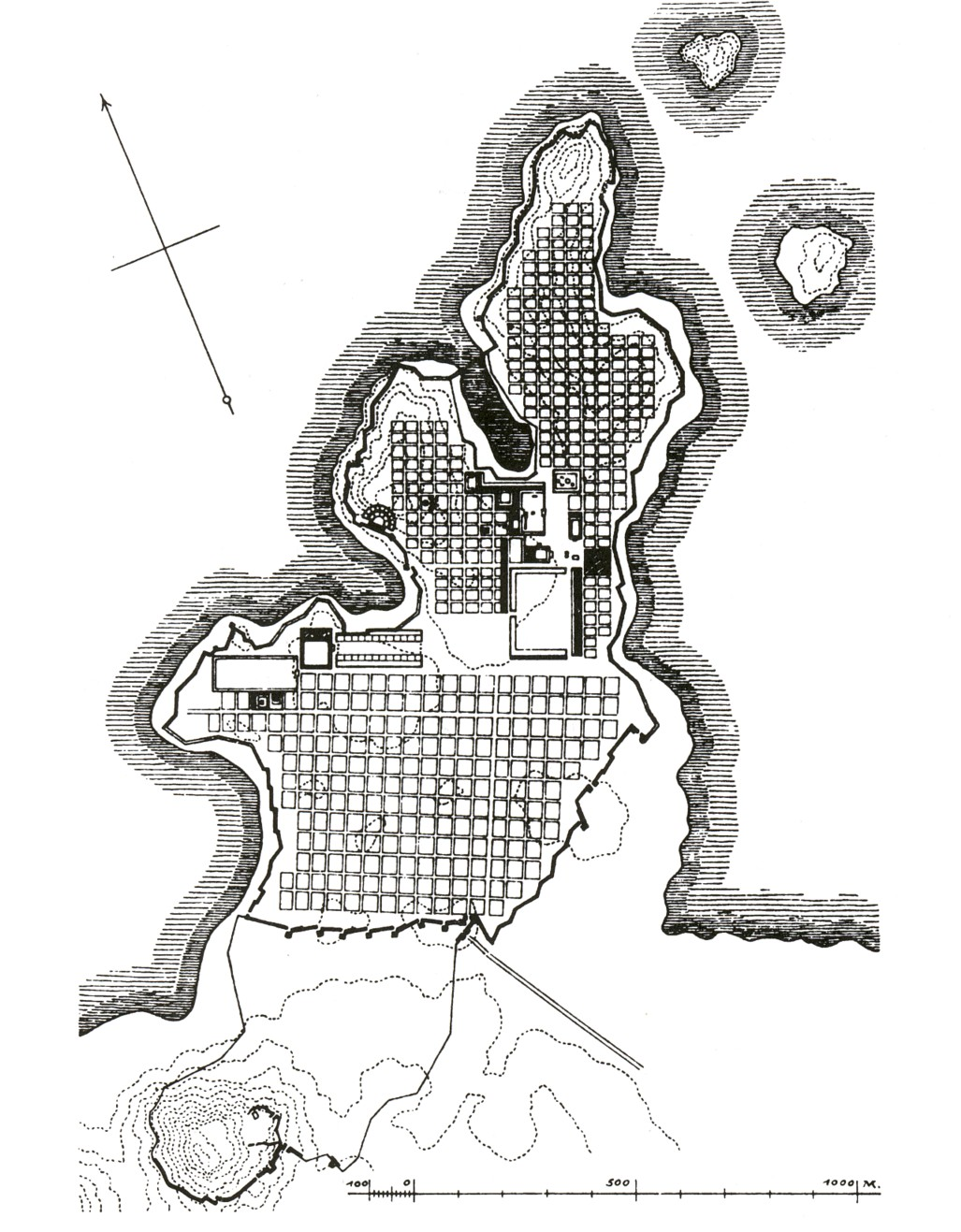
Il piano di Mileto, attribuito tradizionalmente a Ippodamo

Si tratta del primo architetto, di cui ci sia giunto il nome, ad utilizzare e teorizzare schemi planimetrici regolari nella pianificazione delle città.
A lui viene attribuito lo schema ortogonale, detto appunto schema ippodameo che caratterizza alcune città di nuova fondazione (colonie)  del mondo greco tra V e IV secolo a.C., tra cui famoso quello di Alessandria, di sua derivazione.

## Biografia
La maggior parte delle notizie su di esso ci giungono da Aristotele, che gli attribuisce la concezione della struttura a griglia con le strade che si intersecano ad angolo retto, delimitando ordinatamente isolati residenziali di forma quadrangolare, oltre a edifici e spazi pubblici come i mercati. Aristotele riferisce anche l'aspetto più politico del pensiero di Ippodamo, che prefigurava l'ordine sociale di una sorta di città ideale, che avrebbe dovuto ospitare al massimo 10 000 abitanti, divisi in tre classi: quella degli artigiani, quella degli agricoltori e quella degli armati.
Questo architetto è probabilmente l'autore della ricostruzione di Mileto, città dalla quale era originario.
Ippodamo di Mileto, figlio di Eurifonte, doveva essere  già affermato come architetto da quando gli fu affidata da Pericle la sistemazione della zona portuale del Pireo a seguito delle guerre persiane.
Nel 408 a.C. fu sovraintendente alla costruzione della nuova città di Rodi.

## Lo schema ippodameo
Lo schema attribuito a Ippodamo, detto appunto schema o impianto ippodameo, si basava su tre assi longitudinali, orientati in direzione est-ovest, intersecati da assi perpendicolari, orientati in direzione nord-sud: l'intersezione di questi assi veniva a formare isolati rettangolari di forma allungata.
In realtà l'antica Grecia aveva messo a punto un modello di strutturazione urbana costituito da una rete stradale ortogonale, fatto di  strade principali (in greco antico: πλατεῖαι?, platêiai) e strade secondarie (in greco antico: στενωποί?, stenōpói), che divide lo spazio in isolati quadrangolari regolari, spesso in strigae molto allungate (come a Neapolis). Anche se generalmente nella maggior parte delle realtà urbane in Grecia le case venivano edificate per prime, senza una pianificazione urbana che tracciasse le strade prima dell'edificazione, anticipazioni di questa concezione di controllo geometrico della conformazione di una città si possono rintracciare nella costruzione di nuove città sulla costa ionica come Smirne (VII secolo) o nella Magna Grecia come Metaponto (VI secolo) o Megara Iblea in Sicilia che si differenziano da altre colonie per la regolarità degli isolati e per l'ortogonalità di alcuni assi viari.
Assi ortogonali adattati alla natura orografica dei luoghi si ritrovano in molte altre colonie  come Siracusa, Morgantina, Taranto, Locri, Selinunte, Poseidonia.
Ippodamo di Mileto quindi probabilmente teorizzò l'applicazione di un metodo urbanistico già applicato empiricamente in precedenza, regolarizzando la disposizione a scacchiera e precisando l'importanza dell'orientamento.
Altre applicazioni dello schema si ebbero in epoca ellenistica (Pella, Priene, e nel 331 a.C. Alessandria d'Egitto).
Schemi urbanistici basati su strade perpendicolari secondo questo sistema di assi principali si ritrovano anche nelle città di fondazione degli etruschi già alla fine del VII secolo a.C. a Gonfienti, nei pressi di Prato e dalla prima metà del VI secolo a.C. a Marzabotto, sull'Appennino Tosco-Emiliano. Fino ad ora gli storici hanno affermato la derivazione dell'urbanistica etrusca da quella greca, sottolineando l'importanza dello schema "ippodameo" nella successiva evoluzione dei modelli urbanistici.
Infatti, a sua volta, lo schema ortogonale orientato, largamente utilizzato dai romani risulta collegato sia alla cultura etrusca che a quella greca.